# Arovane
Уве Цан (нем. Uwe Zahn) — немецкий музыкант, создающий электронную музыку под псевдонимом Arovane.

## Биография
Цан вырос в городе Хамельн и начал создавать музыку в подвале родительского дома в начале 80-х, используя микрофоны, кассетную деку и дешёвый клавишник Casio. К 1985 году будущий музыкант уже успел обменять часть своего скромного оборудования на аналоговый, а затем и на цифровой синтезатор с процессором эффектов, и воплотить с друзьями свои первые эксперименты. В 1988 он переезжает в Ганновер и там начинает вплотную работать с проигрывателями виниловых пластинок и кларнетом. В 1989 музыкант снова поменял место жительства, на этот раз он переехал в Мюнхен. Там он попал в состав музыкального коллектива Six And More, из названия которого следует, что свои произведения они записывали не меньше чем вшестером. Состав Six And More был неопределённым, а его участники сторонниками живой, электронной импровизации и выступали в Гамбурге, Мюнхене, Берлине, Франкфурте и Майнце. Коллектив выпустил несколько компакт-дисков на студии Archegon. В 1991 Цан, накопив за годы своего творчества жёсткий диск, полный музыки в стиле драм-н-бейс, передовую студию и любовь ко всему, что звучит по-электронному, переехал в Берлин, где и живёт с тех пор в старом здании в районе Пренцлауер Берг. С 1993 музыкант начал экспериментировать в жанре брейкбит и в 1995 получил внимание со стороны берлинской радиостанции Kiss FM, а специально для Radio Massive Цан написал несколько своих композиций. В 1997 музыкант связал свою деятельность со студией DIN и в 1998 выпустил на ней свой первый мини-альбом I.O. С 1999 композитор, начиная с мини-альбома Occer / Silicad, издаёт свою музыку на тогда только что возникшей студии City Centre Offices. Альбомы Tides и Lilies стали классикой её каталога. В данное время Цан увлекается мотоциклами и вскоре может начать работу над новым альбомом.

## Дискография

### Альбомы
- Atol Scrap (2000, DIN)
- Tides[англ.] (2000, City Centre Offices)
- AER (Valid) (2001, Vertical Form; совместно с Phonem)
- Icol Diston (2002, DIN)
- Lilies (2004, City Centre Offices)
- Ve Palor (2013, n5MD)
- Gestalt (2020)
- Wirkung (2021)

### Синглы и EP
- I.O. (1998, DIN)
- Occer / Silicad (1999, City Centre Offices)
- Plnt (1999, [FWD:)
- Arovane & Christian Kleine (2000, Awkward Silence Recordings; совместно с Christian Kleine)
- Cycliph (2002, DIN)
- Minth / Neel (2003, City Centre Offices)

### Под псевдонимом Nedjev
- Heofonrice (2000, Lux Nigra)
- Amoe / Cane (2001, Engelszorn)

## Звучание
Музыка Arovane — это большей своей частью эмбиент с типичными для IDM-музыки эффектами (кликами). Музыкант зачастую экспериментирует не только с семплами, но и с аналоговыми синтезаторами. Бит прослеживается почти во всех композициях, что позволяет отнести музыку как к IDM, так и к Downtempo. Совместная работа с Phonem Aer(Valid) считается одной из самых значимых в экспериментальной музыке направления Glitch.

## Интересные факты
- Студия City Centre Offices утверждает, что альбом Lilies — одна из наиболее значимых пластинок когда-либо выпущенных на ней. Альбом поставляется в белоснежном digipak и был написан музыкантом под влиянием его поездки в Японию. Здесь и там в альбоме можно услышать народные мотивы и местную речь. Как, например, объявление в скоростном поезде в композиции «Passage To Nagoya». В альбоме можно услышать певицу Kazumi, которая исполнила вокальную партию в композиции «Pink Lilies», воспользовавшись таким изложением японской речи, которое может немало повеселить носителей этого языка.

Альбом можно считать достаточно глубокой работой, в которую Цан вложил больше усилий, чем в свои предыдущие альбомы и после его издания, музыкант разобрал свою домашнюю студию по коробкам, чтобы взять долгий отпуск.
- Цан не использует компьютеры в процессе создания музыки, только музыкальное оборудование. Также музыкант не использует предварительные настройки синтезаторов.
- Как утверждает Цан: «В качестве музыканта я ничего не зарабатываю, в качестве музыканта я только трачу». Он постоянно трудоустроен в реабилитационном центре для больных, перенёсших тяжёлые травмы мозга, и этим зарабатывает себе на жизнь.[4]